# Аралов, Виктор Александрович
Виктор Александрович Аралов — советский общественный и политический деятель, депутат Верховного Совета РСФСР.

## Биография
Участник Гражданской войны.
В 1930-х годах — на советской и партийной работе. С августа по ноябрь 1937 года — второй секретарь Ивановского городского комитета ВКП(б). В ноябре 1937 года назначен председателем Исполнительного комитета Ивановского областного Совета.
Избирался депутатом Верховного Совета РСФСР I созыва от Шуйского избирательного округа Ивановской области (1938—1947).
Будучи депутатом Верховного Совета РСФСР, занимал должность заместителя министра социального обеспечения РСФСР.
Участник Великой Отечественной войны, политработник, старший политрук, майор.
После сложения депутатских полномочий писал книги о социальной защите и социальном обеспечении.
- 08.09.1949 — 11.05.1953 — председатель правления Всекоопинсоюза.

На пенсии с 1965 года.
Умер после 1985 года.

## Публикации
- Аралов, Виктор Александрович. Социальное обеспечение в СССР [Текст] / В. А. Аралов, А. В. Левшин. — Москва : Госполитиздат, 1959. — 95 с. : ил.; 20 см.
- Государственные пенсии и пособия [Текст] : практическое пособие для работников органов социального обеспечения / [В. В. Караваев и др. ; под общей редакцией В. А. Аралова]. — Москва : Госюриздат, 1963. — 428 с. ; 21 см. — 15000 экз.. — (В пер.) : 0.80 р.